# Malpasito

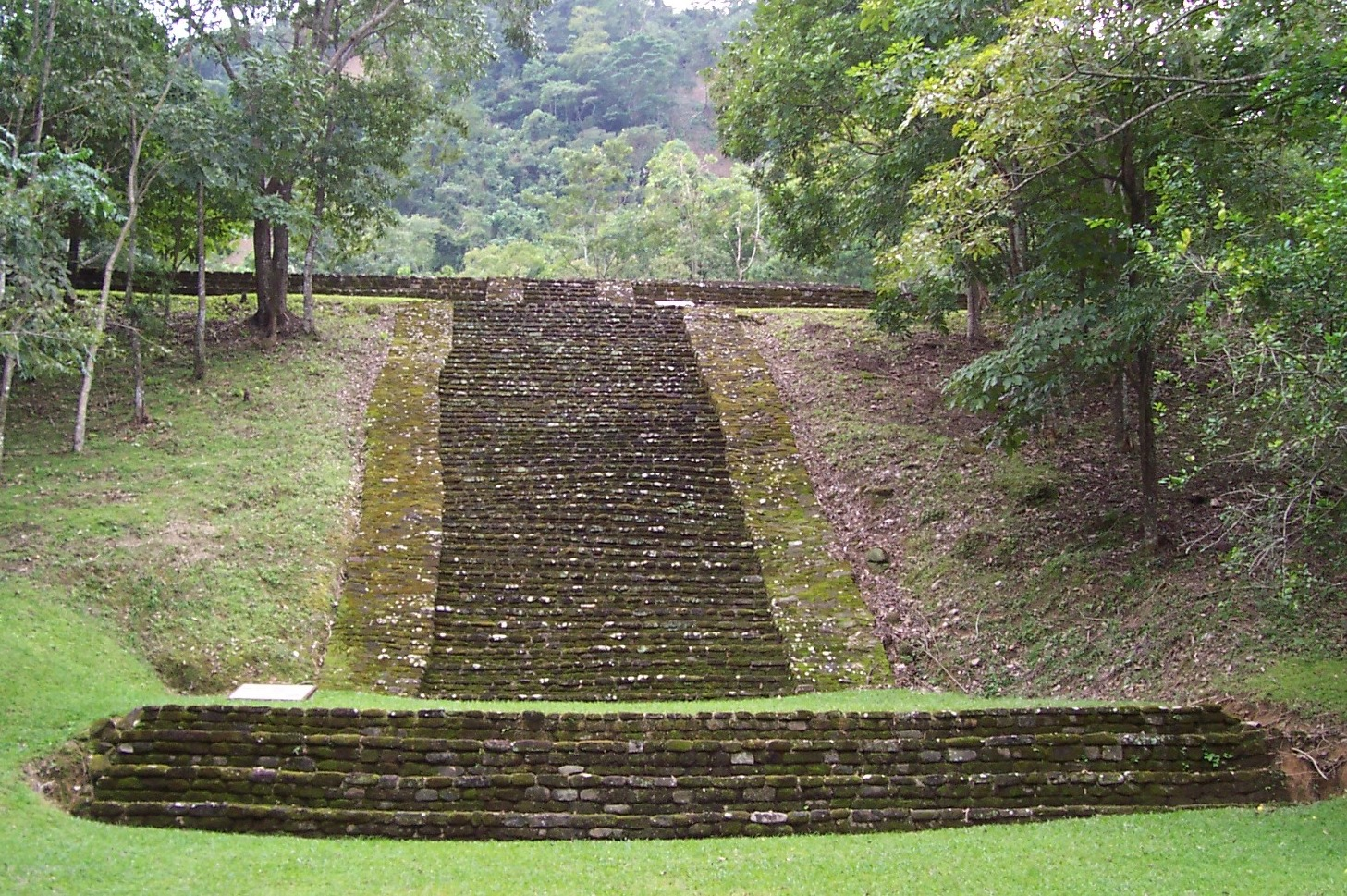
Malpasito – Treppe zwischen 2 Plazas

Malpasito ist der Name einer präkolumbianischen Ruinenstätte im Südwesten des mexikanischen Bundesstaats Tabasco nahe den Grenzen zu den heutigen Bundesstaaten Chiapas und Veracruz. Die kulturelle Einordnung der Stätte ist umstritten – trotz des Fehlens von Inschriften, Stelen, Skulpturen etc. wird sie manchmal dem Kulturkreis der Maya oder aber dem der Zoque-Indianer zugerechnet, von denen aber ansonsten keine historischen Steinbauten bekannt sind.

## Lage
Die archäologische Stätte von Malpasito befindet sich im Municipio de Huimanguillo etwa 500 m südwestlich des unweit der N 1450 gelegenen kleinen Ortes gleichen Namens am Nordrand eines stark bewaldeten Höhenzugs (Selva Zoque) ca. 135 km (Fahrtstrecke) südwestlich der Großstadt Villahermosa bzw. ca. 113 km nordwestlich von Tuxtla Gutiérrez in einer Höhe von ungefähr 300 m.

## Geschichte
Die an einem Verbindungsweg zwischen Golf- und Pazifikküste gelegene Stätte war in der Zeit der Spätklassik (ca. 700–900) besiedelt; man kann davon ausgehen, dass ca. 100 Jahre später kaum noch Menschen hier lebten. Im Jahr 1522 durchstreiften die Spanier die Gegend und berichteten, dass sie von den Zoque besiedelt war. Archäologische Ausgrabungen fanden erst seit den 1990er Jahren statt.

## Ausgrabungsstätte
Bisher wurden mehr als 50 Steinstrukturen entdeckt; darunter mehrere Innenhöfe oder Plätze (plazas) mit umgebenden Gebäudefundamenten sowie ein Ballspielplatz in 'H'-Form; der Hauptplatz hat eine Fläche von über 2000 m². Eindeutig zu identifizierende Tempelbauten fehlen; gleiches gilt für die pyramidalen Unterkonstruktionen.